# Trachyrincus
Trachyrincus és un gènere de peixos actinopterigis de la família dels macrúrids i de l'ordre dels gadiformes.

## Taxonomia
- Trachyrincus aphyodes (McMillan, 1995)[4]
- Trachyrincus helolepis (Gilbert, 1892)[5]
- Trachyrincus longirostris (Günther, 1878)[6]
- Trachyrincus murrayi (Günther, 1887)[7]
- Trachyrincus scabrus (Rafinesque, 1810)[8]
- Trachyrincus trachyrincus (Risso, 1810)[9]
- Trachyrincus villegai (Pequeño, 1971)[10][11][12][13][14][15][16][17]